# Flaochad
Flaochad (* unbekannt; † 642) war ein fränkischer Hausmeier in Burgund.
Vor der Ernennung durch Nanthild, die ihm auch ihre Nichte als Frau gab, zum Hausmeier von Burgund im Jahre 639 ist nichts über ihn bekannt. Einzig die Chronik des Fredegar berichtet über ihn.
Nach seiner Ernennung zum Hausmeier, in dem er Aegas nachfolgte, setzte er eine wohl bereits länger andauernde Fehde mit dem Adligen Willibad fort. Im Palast von Chalon versuchte Flaochad diesen mit einem Anschlag zu töten, der allerdings fehlschlug. Daraufhin forderte Willibad ihn zum Duell, das dann allerdings durch Amalbert, wohl ein Bruder Flachoads, verhindert wurde.
Schließlich überzeugte er Chlodwig II., Willibad am Hofe bei Autun öffentlich zu verurteilen, woraufhin Flachoad sich mit dem neustrischen Hausmeier Erchinoald verband und mit ihm gemeinsam gegen Willibad vorging. Willibad unterlag und starb im Kampf.
Floachad überlebte Willibad nur um elf Tage und starb dann selbst eines grausamen Todes. Bei Fredegar wird dies als Gottesurteil gegen ihn interpretiert. Sein Nachfolger im Amt des Hausmeiers wurde Erchinoald und damit wurden die Hausmeierämter von Neustrien und Burgund endgültig zusammengefasst.